# Famille Hoisnard
 (juillet 2025).
La famille Hoisnard est une famille du Comté de Laval, qui a fait fortune dans le négoce en toiles à Laval.
La famille est connue à Laval dans le commerce et la magistrature, et titrée de la Provôterie (Ahuillé), la Malonnière (Houssay), Cormeré (Bonchamp-lès-Laval).
Le lieu de Cormeré (Cormeray) dont les Hoisnard se titrèrent en 1670 est en Bonchamp-lès-Laval.

## Personnalités
- Pierre Hoisnard, issu d'un milieu protestant[6], il vend en 1639 la propriété de la Bodangère et s'installe à Laval. Il aurait été procureur du Roi au grenier à sel de la Gravelle.
- René Hoisnard,religieux de la congrégation de Saint-Maur, fit profession à Saint-Melaine, en 1656.
- Jacques Hoisnard, sieur de Cormeré, marchand de toiles, double sa réussite professionnelle d'une réussite sociale en épousant Antoinette Duchemin. Il écrivit une généalogie de la famille avec pièces justificatives (cahier in-fol.) et un registre où sont consignés la naissance de ses nombreux enfants (1667-1689) et les événements de famille. Ces notices furent continuées. Il obtint pour lui et pour ses descendants droit de sépulture dans la chapelle Saint-Julien de Laval, et mourut en 1689.
- Jacques Hoisnard, fils du précédent, né en 1671, sieur de Cormeré, marchand de toiles, Homme d'affaires averti, il exportait ses toiles dans divers territoires. Le Grand Livre des comptes apporte l'ampleur du négoce, vers Bordeaux où les maisons Delbos[7], et Mendez. et les maisons Lameira frères. Jacques Hoisnard exportait ses toiles vers les Antilles, l'Espagne, Bayonne, Nantes, Saint-Malo etc. après les avoir fait blanchir par un blanchisseur . Ce dernier après un traitement bien défini, blanchissait le tissu sur l'herbe, en plein air. Il fit lui aussi « le commerce des toiles, faisant des envois par les gallions d'Espagne qui lui apportaient de gros retours ». Sa fortune, sa probité, la douceur de ses mœurs, le firent jouir à Laval d'une grande considération. Administrateur de l'hospice de 1729 en 1736, il refusa la charge d'échevin en 1740 et mourut en 1746.
- Ambroise Hoisnard, effectue des études de droit à Paris entre 1706 et 1711, il revient à Laval comme marchand de toiles. Il épouse en 1729 une sœur de René Pichot de la Graverie, où il apparait comme avocat. En 1733, il quitte son oncle Duchemin de la Place chez qui il habitait depuis longtemps et s'installe rue des Chevaux dans la ville près des remparts.
- Pierre Hoisnard (1670-1755), sieur de la Provotière. Il a commencé le commerce de toiles en association avec son frère Jacques, puis s'est installé en Espagne à Port-Sainte-Marie près de Cadix où il a été le correspondant de nombreux Lavallois. Il est rentré à Laval en 1726, puis a acheté une chage de garde à cheval de la compagnie royale de Montceaux.
- Joseph Hoisnard (1675-1769), sieur de Loresse. Il a travaillé longtemps avec son frère Pierre en Espagne, avant de s'installer vers 1720 à Vitré, ville dont est originaire sa femme, Suzanne Hardy.
- François Hoisnard (1682-1765), sieur de la Malonnière. Il a acheté une charge de garde à cheval dans la compagnie royale de Montceaux  vers 1727. Mari de Marguerite Périer du Coudray, il fit aussi fortune par son commerce avec l'Espagne, puis acheta un grade d'officier commensal du roi et fut inhumé dans la chapelle Saint-Julien de Laval en 1755. Pierre-François Hoisnard, son fils, anobli par l'acquisition d'une charge de contrôleur ordinaire des guerres, marié avec Jeanne-Claude-Perrine Frin des Atelais, mourut âgé de quarante-sept ans en 1773. Louis Hoisnard, petit-fils de ce dernier, suivit les Vendéens à leur passage à Laval et périt au retour de Granville, à Feré en Ille-et-Vilaine.
- Ambroise-René Hoisnard, magistrat.

## Saint-Malo
Plusieurs extraits de correspondance montrent les relations et les associations d'intérêt qui existaient, au point de vue commercial, entre les négociants lavallois et les armateurs malouins. Au moyen de fragiles constructions que la moindre tempête pouvait livrer aux périls de la mer, ils ont été à la découverte de pays méconnus pour entrer en relations commerciales avec leurs habitants.

### LeSaint-François(1712-1715)
En 1712, les voyages à la Mer du Sud sont interdits en principe. Louis XIV, dans une situation difficile pour discuter de la paix a voulu donner des gages de sa bonne volonté. Elle a défendu les expéditions qui peuvent laisser penser que la France profite largement des richesses de son alliée l'Espagne. En réalité, les armateurs de Saint-Malo, soutenu par le Secrétaire d'Etat à la Marine Jérôme Phélypeaux de Pontchartrain obtiennent des permissions exceptionnelles d'armer pour la Mer du Sud. Ceux qui n'en obtiennent pas s'en passent, et comme il faut malgré tout sauver les apparences, disent qu'ils vont seulement à Cadix ou aux Isles, ou ils ne disent rien et prennent le large avec leur bateau. Le ministre et ses agents à Saint Malo, menacent parfois des pires représailles, mais en vain. Les bateaux partent, et le Saint-François qui met les voiles en novembre 1714 est du nombre des fraudeurs alors que le monopole de l'Espagne est plus strict que jamais. Le Saint-François appartient à l'armateur nantais Joachim Descazaux du Hallay. Il part sous le commandement de son propre neveu, Joachim Darquistade. On trouve dans les cales toutes sortes de marchandises, dont des toiles de Laval expédiées par le négociant Ambroise Hoisnard de Laval en novembre 1713, et confiées à Nicolas Magon de la Ville-Poulet.

### Fonds d'archives
Le Fonds Couanier contient 
- deux volumes de consultations de René Pichot de la Graverie. Il ne s'agit pas d'un manuscrit autographe ni complet de Pichot de la Graverie. Les copies ont été faites par un autre M. Pichot, neveu de l'auteur, par Ambroise-René Hoisnard aussi son neveu, et par deux autres scribes
- deux volumes des causes jugées à Laval par Ambroise-René Hoisnard.